# Haruhisa Hasegawa
Haruhisa Hasegawa (Prefectura de Hyogo, Japó, 14 d'abril de 1957) és un exfutbolista japonès.

## Selecció japonesa
Haruhisa Hasegawa va disputar 15 partits amb la selecció japonesa.